# Ryburgh
Ryburgh est une paroisse civile du Norfolk, en Angleterre.